# 巴克斯特 (明尼蘇達州)
巴克斯特（英語：Baxter）是一個位於美國明尼蘇達州克羅溫縣的城市。

## 人口
根據2020年美國人口普查的數據，巴克斯特的面積為54.67平方千米，當中陸地面積為48.83平方千米，而水域面積為5.84平方千米。當地共有人口8612人，而人口密度為每平方千米158人。